# Claire Préaux
Claire Préaux (* 21. Dezember 1904 in Lüttich; † 28. März 1979 in Ixelles) war eine belgische Altphilologin und Althistorikerin. Sie gilt als herausragende Vertreterin der Klassischen Altertumswissenschaften in ihrem Heimatland.

## Leben, Karriere und Leistungen
Claire Préaux wuchs in Brüssel auf und machte an der École Normale Emile André eine Ausbildung zur Lehrerin. Daran schloss sich ein Studium der Klassischen Philologie an der Université libre de Bruxelles (ULB) an. 1927 wurde sie mit der Arbeit Sentiments de famille dans l’Égypte gréco-romaine, d’après les papyrus promoviert und legte hier schon die Grundlage für den weiteren Arbeitsschwerpunkt ihrer Karriere, die Beschäftigung mit den Papyri und Ostraka des griechisch-römischen Ägyptens. 1939 folgte dort die Habilitation (Agrégation de l’enseignement supérieur). Die monumentale Arbeit über die Wirtschaft des ptolemäischen Ägyptens folgt den Erkenntnissen Michael Rostovtzeffs betreffs einer monarchisch gesteuerten Wirtschaft in Ägypten. 1978 führte sie diese Meinung in einer Monografie zum hellenistischen Ägypten nochmals en détail aus, lehnte aber ausdrücklich Johann Gustav Droysens Modell einer hellenistischen Mischkultur ab. 1944 wurde Préaux ordentliche Professorin an der ULB.
Neben dem griechisch-römischen Ägypten beschäftigte sich Préaux auch mit der griechischen Literatur und der Kulturgeschichte. In der Monografie La lune dans la pensée grecque arbeitete sie die Beziehung der Griechen zum Mond heraus, wobei sie das Thema von den Naturwissenschaften bis zu soziokulturellen und psychologischen Aspekten abdeckte. 1953 wurde ihr mit dem Francqui-Preis, der höchste belgische Wissenschaftspreis, zuerkannt. Sie war Mitglied mehrerer wissenschaftlicher Akademien, darunter der Académie des inscriptions et belles-lettres, der belgischen Académie royale, der Königlich Niederländischen Akademie der Wissenschaften, der Sächsischen Akademie der Wissenschaften, der British Academy und Ehrendoktorin mehrerer Universitäten.

## Schriften (Auswahl)
- Sentiments de famille dans l’Égypte gréco-romaine, d’après les papyrus. Diss. Bruxelles 1927.
- La Lune dans la pensée grecque. Bruxelles 1973.